# 华林森
华林森（1926年9月—1987年12月11日），又名华荫章，上海宝山人。中国政治人物。

## 生平
1942年7月起为上海新华电机厂学徒。1943年7月，担任上海大中铁工厂学徒。1945年3月，为上海振记铁工厂黄涌泉铁工厂、大中元铁厂车工。1949年4月起，担任上海保罗工艺社、工艺机械电器制造厂钳工。1952年6月，担任上海工艺机械电器制造厂生产维持委员会主任委员。1954年8月，任辽宁抚顺钢厂、沈阳一一二厂钳工、党支部委员。1956年12月，加入中国共产党。1959年8月，为沈阳市四〇一二学院学员、党支部委员。1960年12月，任沈阳一一二厂技术员、钳焊科党支部副书记。1963年12月，任江苏苏州长风厂新工艺组长、长风技术科党支部委员、长风厂研究所党支部委员。
1966年3月起，任苏州长风总厂研究所工艺室主任。1966年8月，任苏州长风总厂文化大革命筹备委员会主任、长风工人革命造反军中心组负责人。1967年2月，任毛泽东思想苏州市革命委员会主任。1968年3月起任苏州市革委会副主任、苏州市工代会主任。1970年3月，任江苏省革命委员会副主任。1970年12月，任中共江苏省委委员、苏州市委副书记。1973年7月，任江苏省第五届总工会主席。是中共第九届中央候补委员，中共第十届中央委员。1977年1月，中共中央同意对华林森实行隔离审查后，苏州地、市委按照中央和省委的部署，广泛发动群众，开展揭批“四人帮”和华林森罪行的斗争。华林森被开除党籍，撤销党内外一切职务。1980年1月被判处有期徒刑18年，剥夺政治权利5年。1987年12月11日，在江苏竹箦农场去世。